# Bohra
Bohra is een geslacht van uitgestorven boomkangoeroes. De soorten uit dit geslacht leefden tijdens in het Plioceen en Pleistoceen in Australië en op Nieuw-Guinea. 
De grootste soorten zoals de typesoort Bohra paula uit Queensland waren ruim veertig kilogram zwaar. Bohra planei uit de Otibanda-formatie was met een geschat gewicht van vijftien tot twintig kilogram relatief klein.  Bij de oudere soorten was het enkelgewricht nog vergelijkbaar met dit van rotswallabies. Latere soorten hadden net als moderne boomkangoeroes een flexibel enkelgewricht. 